# Делянов, Джеймс
Джеймс Делянов (англ. James Delianov; род. 20 октября 1999, Восточный Мельбурн) — австралийский футболист, вратарь клуба «Аделаида Юнайтед».

## Клубная карьера
Делянов — воспитанник клуба «Мельбурн Сити». В марте 2017 года он подписал контракт со старшей командой. 26 апреля 2019 года в матче против «Сентрал Кост Маринерс» Джеймс дебютировал в австралийской A-лиге.
По окончании сезона 2018/2019 было объявлено что Делянов станет игроком клуба «Уэстерн Юнайтед». В ноябре 2020 года, вратарь покинул клуб не проведя в его составе не одного матча.
11 ноября 2020 года Делянов на правах свободного агента стал игроком «Аделаида Юнайтед». 28 декабря в матче против бывшей команды «Уэстерн Юнайтед» он дебютировал за новый клуб.

## Международная карьера
В 2015 году Делянов принял участие в юношеском чемпионате мира в Чили. На турнире он был запасным вратарём.
В 2018 году Делянов принял участие в юношеском Кубке Азии в Индонезии. На турнире он сыграл в матчах против Южной Кореи, Вьетнама, Иордана и Саудовской Аравии.